# БИЧ-11
БИЧ-11 е експериментален самолет на конструктора Борис Черановский.

## История
Самолетът е бил построен за изпитания на ракетния двигател с течно гориво ОР-2 на конструктора Фридрих Цандер. Двигателят е бил с тегло 18 kg и тяга 0,62 kN. Той трябвало да бъде монтиран зад пилотската кабина. Резервоарите за гориво и за окислителя са били предвидени за поставяне в страничните обтекатели на фюзелажа. След монтиране на ракетния двигател, самолетът е трябвало да бъде преименуван на РП-1 (Ракетен планер – 1).
Самолетът е бил с трапецовидно крило и първоначално е летял като планер на IX планерни състезания през 1933 г. През март 1933 г. Фридрих Цандер умира. Налага се отказване от ракетния двигател и за продължаване на изпитанията на БИЧ-11 е монтиран бутален мотор Scorpion.

## Летателно-технически характеристики
- Размах на крилете: 12,10 m
- Дължина: 3,25 m
- Площ на крилете: 20,00 m²
- Tегло празен: 200 kg
- Двигател: 1x ABC Scorpion;
- Мощност: 27 к. с.
- Екипаж: 1